# Logan: Người sói
Logan: Người sói (tựa gốc tiếng Anh: Logan) là một bộ phim siêu anh hùng của Mỹ năm 2017với sự tham gia của Hugh Jackman trong vai nhân vật chính. Đây là bộ phim thứ mười trong loạt phim X-Men và là phần thứ ba và cũng là phần cuối cùng trong bộ ba Wolverine sau X-Men Origins: Wolverine (2009) và The Wolverine (2013). Bộ phim, lấy cảm hứng từ cốt truyện của truyện tranh "Old Man Logan" của Mark Millar và Steve McNiven, kể về một Wolverine già và một Charles Xavier cực kỳ ốm yếu, người bảo vệ một dị nhân trẻ tuổi tên là Laura từ Reavers phản diện do Donald Pierce và Zander Rice lãnh đạo. Bộ phim được sản xuất bởi 20th Century Fox, Marvel Entertainment, TSG Entertainment và The Donners 'Company, và được phát hành bởi 20th Century Fox. Phim được đạo diễn bởi James Mangold, người đồng viết kịch bản với Michael Green và Scott Frank, từ một câu chuyện của Mangold. Ngoài Jackman, phim còn có sự tham gia của Patrick Stewart, Richard E. Grant, Boyd Holbrook, Stephen Merchant và Dafne Keen.
Quá trình quay phim chính bắt đầu ở Louisiana vào ngày 2 tháng 5 năm 2016 và kết thúc vào ngày 13 tháng 8 năm 2016, tại New Mexico. Các địa điểm được sử dụng cho Logan chủ yếu ở Louisiana, New Mexico và Mississippi.
Logan được công chiếu lần đầu tại Liên hoan phim Quốc tế Berlin lần thứ 67 vào ngày 17 tháng 2 năm 2017, và được phát hành rạp tại Hoa Kỳ vào ngày 3 tháng 3 năm 2017, ở định dạng IMAX và tiêu chuẩn. Tại Việt Nam, phim được công chiếu vào ngày 3 tháng 3 năm 2017 với nhãn C18. Bộ phim đã nhận được sự hoan nghênh của giới phê bình, với lời khen ngợi mạnh mẽ về chiều sâu cảm xúc, kịch bản, giọng điệu không khoan nhượng, chủ đề sâu sắc và diễn xuất của Jackman, Keen và Stewart. Nó trở thành bộ phim được đánh giá hay nhất trong loạt phim X-Men, với nhiều nhà phê bình gọi nó là một trong những bộ phim siêu anh hùng vĩ đại nhất từng được thực hiện, và được National Board of Review chọn là một trong mười bộ phim hay nhất phim của năm 2017. Nó đã được đề cử cho Kịch bản chuyển thể xuất sắc nhất tại Lễ trao giải Oscar lần thứ 90, trở thành bộ phim siêu anh hùng người đóng đầu tiên được đề cử biên kịch. Phim thu về 619,2 triệu đô la trên toàn thế giới và trở thành phim xếp hạng R có doanh thu cao thứ ba tại thời điểm phát hành. 

## Nội dung
Vào năm 2029, không có dị nhân nào được sinh ra trong vòng 25 năm, và một Logan già nua bị suy giảm khả năng hồi phục. Làm tài xế xe limousine ở El Paso, Texas, anh và người theo dõi dị nhân Caliban chăm sóc cho Charles Xavier, người sáng lập X-Men, 90 tuổi, trong một nhà máy luyện kim bỏ hoang ở miền bắc Mexico. Xavier mắc chứng suy giảm trí nhớ khiến ông mắc chứng co giật thần giao cách cảm hủy diệt, một trong số đó đã làm 600 người bị thương và giết một số X-Men vào năm trước.
Logan miễn cưỡng đồng ý hộ tống Gabriela López, một cựu y tá của tập đoàn công nghệ sinh học Alkali-Transigen, và một cô gái trẻ tên Laura đến Eden, một nơi ẩn náu được cho là gần biên giới Mỹ-Canada. Sau khi tìm thấy Gabriela đã chết, Logan phải đối mặt với kẻ giết cô Donald Pierce, người là giám đốc an ninh cyborg của Transigen. Pierce đang tìm Laura, người đã cất giấu trong chiếc limo của Logan và có sức mạnh tương tự như anh ta. Cô, Logan và Xavier thoát khỏi Pierce và bọn Reavers của hắn, nhưng Caliban bị bắt. Pierce tra tấn Caliban để theo dõi Laura. Xavier và Logan xem một đoạn video trên điện thoại của Gabriela, tiết lộ rằng Transigen đã tạo ra Laura và những đứa trẻ khác từ DNA đột biến để trở thành vũ khí. Những đứa trẻ tỏ ra khó kiểm soát và bị xử tử, nhưng Gabriela và các y tá khác đã giúp một số trốn thoát. Xavier tiết lộ với Logan rằng Laura được tạo ra từ DNA của Logan và gọi cô bé là con gái của Logan.
Tại Thành phố Oklahoma, Logan phát hiện ra Eden xuất hiện trong truyện tranh X-Men của Laura và nói với cô rằng đó là hư cấu. Bọn Reaver đến, nhưng Xavier bị co giật khiến tất cả mọi người bất lực ngoại trừ Logan và Laura, những người đã giết những kẻ tấn công và tiêm thuốc cho Xavier. Khi họ chạy trốn, Tiến sĩ Zander Rice, người đứng đầu Transigen, đến để giúp Pierce.
Logan, Laura và Xavier giúp đỡ người nông dân Will Munson và gia đình sau một sự cố giao thông, chấp nhận lời đề nghị ăn tối tại nhà của họ, nơi Logan đuổi những người thực thi khỏi một trang trại của công ty. Rice giải phóng X-24, một bản sao của Logan trong thời kỳ sơ khai được tạo ra như vũ khí tối thượng của Transigen. X-24 giết gia đình Will và Xavier trước khi bắt Laura. Caliban gài lựu đạn, tự sát và một số Reavers nhưng chỉ làm bị thương Pierce. Logan bị X-24 đánh bại, nhưng Will đã ghim X-24 vào chiếc xe tải của anh ta trước khi chết vì vết thương của anh ta. Logan và Laura trốn thoát với xác của Xavier.
Sau khi chôn cất Xavier, Logan bất tỉnh. Laura đưa anh ta đến một bác sĩ và thuyết phục anh ta chứng minh rằng địa điểm ở Bắc Dakota không phải là Eden. Ở đó, họ thấy Rictor và những đứa trẻ Transigen khác đang chuẩn bị sang Canada. Laura tìm thấy một viên đạn adamantium mà Logan đã giữ kể từ khi anh trốn thoát khỏi cơ sở Weapon X, nơi anh từng coi là sử dụng để tự sát. Logan quyết định không đi cùng lũ trẻ, trước sự thất vọng của Laura.
Khi bọn Reaver phục kích bọn trẻ, Logan đã uống quá liều một loại huyết thanh do Rictor đưa cho anh ta để tạm thời tăng cường khả năng chữa bệnh và tăng cường sức mạnh của anh ta. Với sự giúp đỡ của Laura, anh ta giết hầu hết các Reaver trước khi huyết thanh hết tác dụng. Khi Pierce cầm súng bắn Rictor, Rice nói với Logan, kẻ đã giết cha của Rice nhiều năm trước tại cơ sở Weapon X, rằng không có đột biến mới nào được sinh ra do cây trồng biến đổi gen do Transigen tạo ra và được phân phối thông qua nguồn cung cấp lương thực cho thế giới. Logan, sau khi tìm thấy một khẩu súng, bắn chết Rice và làm Pierce bị thương. X-24 chiến đấu với Logan khi bọn trẻ kết hợp sức mạnh của mình để giết Pierce và các Reaver còn lại. Rictor sử dụng sức mạnh của mình để lật một chiếc xe tải lên X-24, nhưng hắn đã tự giải thoát và đè Logan lên một cành cây lớn. Laura nạp đạn vào khẩu súng lục của Logan và bắn vào đầu X-24, giết chết hắn.
Khi cận kề cái chết, Logan bảo Laura đừng trở thành vũ khí mà cô được tạo ra, và sau khi cô rơi lệ thừa nhận anh là cha của mình, Logan chết một cách yên bình trong vòng tay của Laura. Cô và những đứa trẻ chôn cất Logan, và trước khi họ khởi hành, Laura nghiêng cây thánh giá trên điểm đánh dấu mộ của anh để tạo thành một chữ X, tôn vinh anh là người cuối cùng của X-Men.

## Diễn viên

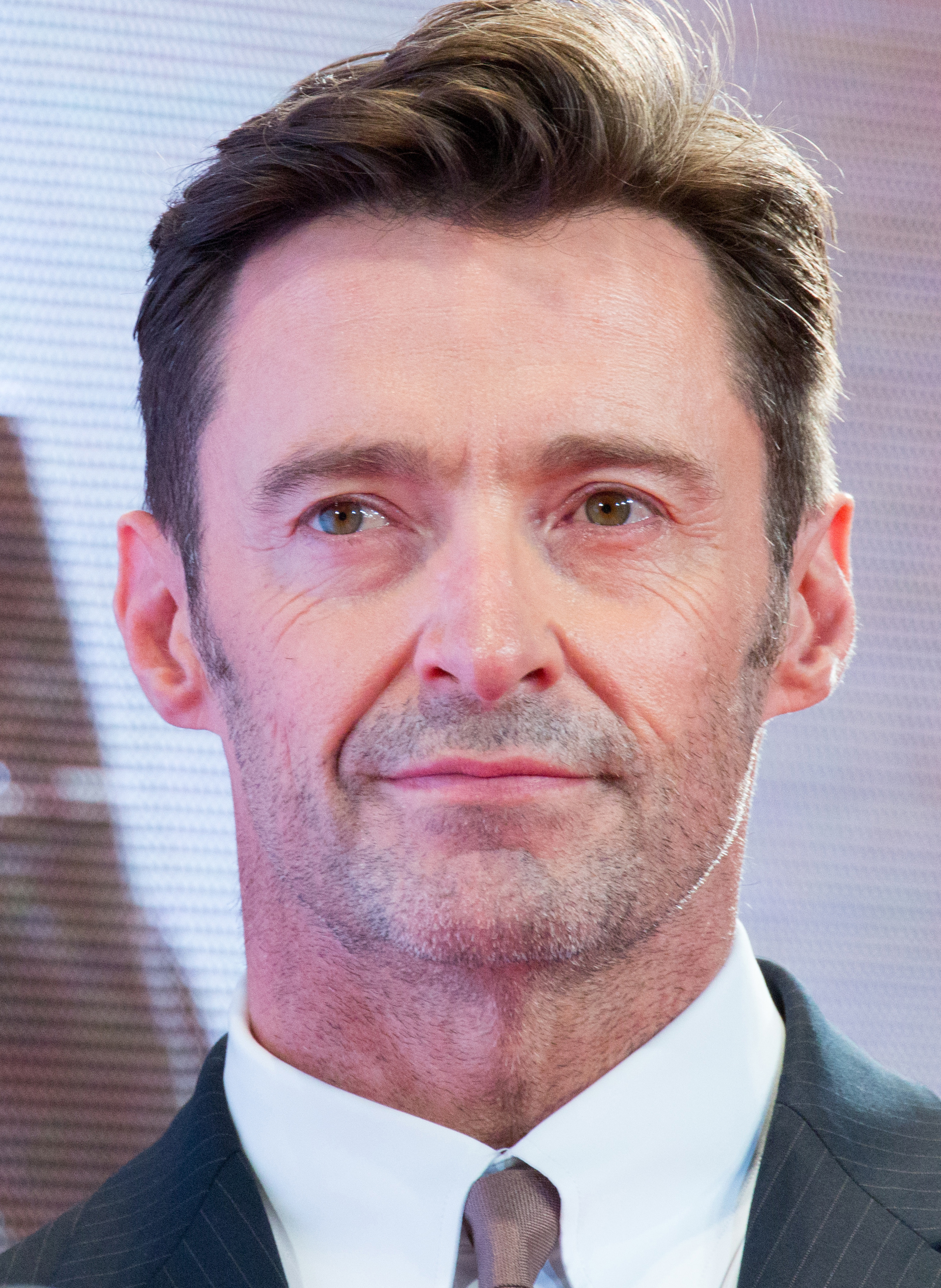
Vai diễn Wolverine của Hugh Jackman trong 17 năm trong 9 bộ phim đã mang về cho anh danh hiệu Guinness World Records cho "sự nghiệp lâu nhất với tư cách là siêu anh hùng Marvel người thật đóng" vào năm 2019.

- Hugh Jackman trong vai James Howlett / Logan / Wolverine:
Thành viên của X-Men và là một dị nhân được tăng cường thể chất với khả năng hồi phục nhanh chóng. Học trò cũ của Charles Xavier và là cha ruột của Laura, đối phó với tuổi tác và bệnh tật của ông.[24][25] Anh là một trong những người chăm sóc Charles Xavier, cùng với Caliban.[26] Mangold nói về tuổi tác của Logan ảnh hưởng đến khả năng tái tạo của anh ấy, mà anh ấy nói rằng có thể không còn tạo ra làn da mềm mại nữa, "vì vậy chúng tôi tưởng tượng rằng anh ấy sẽ hồi phục nhanh chóng, nhưng nó sẽ để lại sẹo. Ý tưởng đơn giản là cơ thể anh ấy sẽ bắt đầu bị thương tàn phá hơn một chút với kiểu xăm hình những trận chiến trong quá khứ, những vết rách còn sót lại của những cuộc xung đột trước đó."[27][28] Ở trang thứ hai của kịch bản, Mangold nói về Logan là "... giờ anh ấy đã lớn hơn và rõ ràng là khả năng của anh ấy không còn như trước nữa. Anh ấy đang mờ nhạt dần từ bên trong và yếu tố hồi phục giảm dần khiến anh ấy luôn trong tình trạng đau đớn. cơn đau mãn tính - do đó rượu được coi là thuốc giảm đau."[29][30] Vào năm 2015, Jackman đã yêu cầu ý kiến đóng góp của người hâm mộ về hướng đi của câu chuyện Wolverine trong phần phim tiếp theo, đồng thời dường như xác nhận rằng dự án sẽ là lời chia tay của anh với Logan.[31] Để chuẩn bị cho vai diễn của mình, Jackman ăn tối thiểu sáu bữa mỗi ngày khi làm việc với huấn luyện viên Mike Ryan.[32] Ryan cho biết trung bình một buổi tập của Jackman kéo dài tới ba tiếng, bắt đầu lúc 4 giờ sáng.[33] Jackman tuyên bố, "... nó sẽ rất khác. Rất khác về giọng điệu và hy vọng là sẽ khác với bất kỳ thứ gì chúng tôi đã làm."[34] Về giọng điệu cá nhân hơn, Jackman lưu ý "Đó thực sự luôn là tình thế tiến thoái lưỡng nan của anh ấy, khi xét đến con người của anh ấy".[35] Jackman cũng giải thích rằng diễn viên hài Jerry Seinfeld chịu trách nhiệm gián tiếp về quyết định ngừng đóng vai Logan sau 17 năm, Jackman nói, "Tôi đã trò chuyện với [Seinfeld] khoảng một năm trước... anh ấy đang nói về tại sao anh ấy lại hoàn thành Seinfeld ... Anh ấy nói rằng anh ấy luôn có cảm giác và niềm tin rằng bạn không bao giờ biết khi nào năng lượng của bạn hoặc năng lượng của khán giả sẽ chuyển sang mọi người [nói] 'Ồ, làm ơn đi đi.'"[36] Jackman chấp nhận giảm lương để đảm bảo rằng bộ phim sẽ được sản xuất để nhận được xếp hạng R.[37] Ngoài ra, Jackman miêu tả bản sao của Logan, X-24.[cần dẫn nguồn]
- Patrick Stewart trong vai Charles Xavier / Giáo sư X:
Một dị nhân có khả năng ngoại cảm mạnh nhất thế giới, người sáng lập và cựu lãnh đạo của X-Men hiện đã không còn tồn tại và trước đây được gọi là Giáo sư X.[38][39] Khả năng ngoại cảm của Charles có trở nên không ổn định do tuổi tác (hơn 90 tuổi) và một căn bệnh não không rõ nguyên nhân, và đôi khi ông không nhận ra Logan.[26] Trong các sự kiện của Logan, Xavier được chăm sóc bởi Logan và Caliban.[40] Về Xavier và các chủ đề về tuổi già và sự cô đơn, Mangold nói,[41] "Chúng ta đã thấy những nhân vật này hành động, giải cứu vũ trụ. Nhưng điều gì sẽ xảy ra khi bạn nghỉ hưu và sự nghiệp đó kết thúc?...[42] Điều thực sự thú vị đối với tôi, hoặc một nơi để đào mà không được đào, là ý tưởng về những người đột biến khi họ không còn hữu ích cho thế giới, hoặc thậm chí chắc chắn liệu họ có thể làm những gì họ từng làm hay không. Sức mạnh của họ bị suy giảm giống như tất cả chúng ta theo tuổi tác...[25] Charles của chúng ta là một nhân vật rất ngọt ngào trong bộ phim này. Tôi nghĩ anh ấy luôn là một nhân vật vô cùng ngọt ngào. Với sự yếu ớt về thể chất của chính mình trong bộ phim này, anh ấy trở thành một nhân vật người cha cực kỳ mạnh mẽ trong phim. Logan là một nhân vật bất đắc dĩ hơn một, tôi nghĩ bạn có thể dễ dàng đoán được."[43] Stewart nhận xét rằng "... đây có lẽ là phần cuối của loạt phim này đối với tôi. Nhưng vấn đề về khoa học viễn tưởng và giả tưởng là bạn không bao giờ có thể nói rằng nó đã kết thúc, nó đã kết thúc."[44]
- Dafne Keen trong vai Laura / X-23:
Một cô gái trẻ bí ẩn, rất "giống" Logan cũng như con gái ruột của Logan. Cô bé cũng là đối tượng "X-23".[25][45] Về vai diễn Laura của Keen, Mangold đề cập, "Nếu ai đó có thể đánh cắp một bộ phim của [Jackman], thì đó chính là Dafne. Cô ấy luôn mang trong mình một chút gì đó kỳ lạ."[46] Trong một cuộc phỏng vấn với Digital Spy, Mangold nói, "... [Keen] 11 tuổi khi chúng tôi quay phim. Cô ấy là một đứa trẻ đáng chú ý. Cha mẹ cô ấy là diễn viên, và cô ấy là một đứa trẻ rất hiện đại. Rất có năng lực thể chất. Có năng khiếu diễn xuất đáng kinh ngạc. Tôi có nghĩa là, đó là một rủi ro lớn đối với Fox khi cho phép tôi làm một bộ phim mà điểm thứ ba của tam giác được xây dựng dựa trên một người còn quá trẻ." Mangold nói rằng cuộc tìm kiếm nữ diễn viên đóng vai Laura trên toàn thế giới là cuộc tìm kiếm mà anh ấy đang tìm kiếm "một người nói được hai thứ tiếng vì tôi muốn có một đứa trẻ Latina — một đứa trẻ từ 10 đến 12 tuổi và là một đứa trẻ đáng tin cậy." Sau đó, anh ấy nói về Laura rằng: "Cô ấy là một cô bé 11 tuổi được trang bị tất cả tính hay thay đổi, bất ổn, tâm trạng thất thường, bóng tối và khả năng bạo lực của người anh hùng của chúng ta."[43] Biên kịch Scott Frank thúc đẩy nhân vật nói ít nhất có thể khi anh ấy tham gia dự án để tránh biến cô ấy thành một phụ tá trẻ con điển hình, giải thích: "Tôi đã đọc một vài bản nháp khác của kịch bản mà Jim đã viết, và trong tất cả các bản nháp đó, cô ấy đều nói. ngay từ đầu và đã có thái độ. Tôi nghĩ đó là một sai lầm lớn."[47] Nayah Murphy 11 tuổi đóng thế kép cho Dafne.[48][49][50] Millie Bobby Brown đã thử vai trước khi Keen được chọn.[51]
- Boyd Holbrook trong vai Donald Pierce:
Người đứng đầu an ninh không ngừng, tính toán và gay gắt của Transigen và là thủ lĩnh của chiến binh Reavers,[43][45][52][53] người được cử đi để bắt Laura, điều khiến hắn ta xung đột với Wolverine. Holbrook nói về nhân vật này, "Anh ấy là một kỹ sư sáng tạo và anh ấy là một người hâm mộ cuồng nhiệt của Wolverine. Anh ấy chỉ muốn đi chơi với anh ấy ... Có rất nhiều điều đáng ngạc nhiên trong đó."[54] Mangold khen ngợi diễn xuất của Holbrook, nói rằng "[anh ấy] đúng là một diễn viên tuyệt vời. Tôi muốn bộ phim này mang lại cảm giác gần gũi, chân thực và diễn xuất chân thực, và tôi rất muốn thoát khỏi cảm giác bồng bột mà tôi đã lấy từ rất nhiều bộ phim truyện tranh.[43]
- Stephen Merchant trong vai Caliban:
Một dị nhân bạch tạng có thể cảm nhận và theo dõi các dị nhân khác, người đang giúp Logan chăm sóc Xavier.[26] Khi Merchant nhận vai, Mangold đề cập: "Tôi luôn quan tâm đến việc tìm ra điều thú vị nhất trên các diễn viên. Stephen là một người đàn ông to lớn. Một trong những điều thật tuyệt vời khi quay phim với anh ấy cho một nhân vật như thế này là anh ấy cao hơn Logan 6 inch và to lớn hơn Patrick. Đứa trẻ trong phim về cơ bản sẽ dài đến đầu gối của anh ấy. Vì vậy, có một cảm giác tuyệt vời về quy mô — nhưng anh ấy cũng có trái tim." Mangold kết luận bằng cách nói, "... Vì vậy, đó là một nguồn năng lượng tuyệt vời để tham gia vào bộ phim, và một người thay vì biến mọi thứ thành năng lượng của chính họ lại tham gia cùng chúng tôi.[25] Một Caliban trẻ hơn trước đây đã được Tómas Lemarquis đóng trong X-Men: Apocalypse.[55]
- Richard E. Grant trong vai Tiến sỹ Zander Rice:
Trưởng khoa phẫu thuật của Transigen,[45] người có cha bị Logan giết khi chạy trốn khỏi Trụ sở Weapon X tại Hồ Alkali.[56] Về nhân vật Rice, Mangold nói, "Anh ta là bậc thầy bù nhìn đằng sau Pierce và Reavers, và có một vai trò lớn hơn nhiều theo nghĩa anh ta thực sự là kiểu người có đầu óc thông minh đang cố gắng phát triển các dị nhân."[43]

Eriq La Salle , Elise Neal và Elizabeth Rodriguez lần lượt xuất hiện trong vai Will Munson, Kathryn Munson và Gabriela. Doris Morgado, David Kallaway, Han Soto, Jason Genao, Krzysztof Soszynski và Alison Fernandez lần lượt xuất hiện trong vai Maria, Rhodes, Valet, Rictor , Mohawk và Delilah. Trong phần bình luận cho X-Men: Apocalypse, đạo diễn Bryan Singer đã tuyên bố rằng cảnh hậu tín dụng trong phim của ông sẽ kết nối trực tiếp với màn ra mắt trên màn ảnh của nhân vật phản diện X-Men Mister Sinister trong Logan. Vào tháng 1 năm 2017, Mangold tuyên bố rằng nhân vật này sẽ không xuất hiện trong phim này. Tuy nhiên, DNA của một số dị nhân, bao gồm cả Logan, trong bộ phim đó đã được sử dụng để tạo ra các bản sao được thấy trong bộ phim này.

## Sản xuất

### Phát triển
—James Mangold, nói về sự phát triển và cách tiếp cận của Logan
Vào tháng 11 năm 2013, 20th Century Fox đã khởi xướng các cuộc thảo luận về một bộ phim solo khác do Wolverine đóng vai chính, với James Mangold đang đàm phán để viết kịch bản cho bộ phim và Lauren Shuler Donner trở lại sản xuất dưới The Donners' Company. Vào thời điểm đó, Hugh Jackman không xác nhận cũng không phủ nhận việc anh sẽ trở lại Logan trong phần phim mới. Jackman làm rõ rằng hợp đồng sắp hết hiệu lực của anh với Fox, hợp đồng này được cho là cần phải thương lượng lại sau X-Men: Days of Future Past (2014), không có nghĩa là anh ấy sẽ rời khỏi nhượng quyền thương mại, vì anh ấy đã làm việc theo từng phim kể từ X2 (2003). Anh ấy cũng nói, "Tôi thực sự muốn làm điều đó với Jim và với [nhà sản xuất] Lauren Shuler-Donner vì chúng tôi đã có một trải nghiệm tuyệt vời như vậy. Tôi thực sự tự hào về The Wolverine (2013)." Cuối tháng, Mangold thông báo rằng giai đoạn tiền sản xuất của bộ phim vẫn chưa bắt đầu, cũng như quá trình viết kịch bản, mặc dù ông đã nhấn mạnh thêm điều này bằng cách nói, "... Tôi sẽ nói rằng tôi vẫn chưa hoàn thành. Nhưng tôi đã chạm ngón tay vào phím. Hãy nói như vậy. Đã có đánh máy. Và ý tưởng. Và nói chuyện giữa tất cả các nguyên tắc."
Ngay sau khi phát hành The Wolverine, Mangold đã nói về phần tiếp theo tiềm năng với mục đích không chuyển nó thành "Liệu thế giới có tồn tại?" bộ phim, đồng thời nhấn mạnh nhu cầu của anh ấy "... không làm lại bộ phim tương tự." Vào tháng 12 năm 2013, Jackman nói về việc gần kết thúc nhiệm kỳ của mình với tư cách là nhân vật, đồng thời nói rằng bộ phim đang ở giai đoạn phát triển ban đầu. Jackman cũng tiết lộ rằng Mangold và anh ấy đã bắt đầu nói về những ý tưởng tiềm năng, anh nói thêm, "... Jim Mangold và tôi đã nói chuyện qua điện thoại theo đúng nghĩa đen tối qua về các ý tưởng nhưng vẫn chưa có kịch bản và biên kịch nên đó là một cách tắt." Mangold sau đó tiết lộ rằng Jackman đã tham gia rất nhiều vào việc phát triển câu chuyện, nói rằng, "Hugh và tôi đã là bạn của nhau gần 20 năm nay, và anh ấy luôn ở đó trên mọi bước đường. Đối với Hugh và tôi, mục tiêu đầu tiên là xây dựng một cái gì đó gần gũi hơn. Hugh thường lấy The Wrestler và Unforgiven làm ví dụ. Tôi đã sử dụng những tài liệu tham khảo đó cũng như những tài liệu tham khảo khác. Tôi đã trình bày với cả Hugh và hãng phim rằng tôi có ý tưởng về một Little Miss Sunshine cực kỳ đẫm máu, hiện sinh."

## Đón nhận

### Phòng vé
Logan đã thu về 226,3 triệu đô la ở Hoa Kỳ và Canada và 392,7 triệu đô la ở các quốc gia khác với tổng doanh thu toàn cầu là 619,2 triệu đô la, so với kinh phí sản xuất là 97 triệu đô la. Trên toàn thế giới, bộ phim đã có doanh thu ra mắt toàn cầu là 247,4 triệu đô la từ 82 thị trường, cũng như là phim ra mắt IMAX xếp hạng R lớn thứ hai, với 20,6 triệu đô la từ 1.068 rạp. Phim thu về 440,9 triệu USD trong 13 ngày đầu công chiếu, vượt qua tổng doanh thu phòng chiếu của The Wolverine (414,8 triệu USD).

#### Hoa Kỳ và Canada
Các dự đoán về việc khởi chiếu ở Hoa Kỳ và Canada đã được sửa đổi từ 55 triệu đô la lên 80 triệu đô la hoặc thậm chí cao hơn. Tuy nhiên, Fox đã dự đoán doanh thu mở màn trong khoảng 60 triệu đôla. Một số nhà phê bình cho rằng xếp hạng R của bộ phim—xếp hạng R thứ hai đối với một phim X-Men —có thể cản trở sức hút đại chúng của bộ phim. Hai ngày trước khi bộ phim được phát hành, trang bán vé Fandango đã báo cáo rằng bộ phim đã vượt xa tất cả các bộ phim X-Men trước đó (ngoại trừ Deadpool) tại cùng một thời điểm trong chu kỳ bán hàng của chúng.
Quả nhãn đã được phát hành tại 4.071 rạp, số lượng phát hành rộng nhất cho một bộ phim nhãn R (phá vỡ 3.888 của American Sniper). Năm trăm tám mươi rạp là màn hình khổ lớn cao cấp, bao gồm 381 rạp IMAX, lập kỷ lục IMAX cho phim xếp loại R.
Logan kiếm được 9,5 triệu đô la từ các bản xem trước vào tối thứ Năm, bắt đầu lúc 7 giờ tối. Điều này đánh dấu các bản xem trước lớn thứ hai trong loạt phim X-Men, sau 12,7 triệu đô la của Deadpool. Vào ngày đầu công chiếu, bộ phim đạt doanh thu mở màn tháng 3 cao nhất xếp hạng R, với 33,1 triệu USD (phá vỡ kỷ lục của 300), cũng như là phim ra mắt xếp hạng R lớn thứ ba sau Deadpool (47,3 triệu USD) và The Matrix Reloaded ($37,5 triệu). Thu về tổng cộng 88,4 triệu USD trong tuần đầu công chiếu, bộ phim đạt doanh thu mở màn tháng 3 cao nhất về phim Người Sói, phim mở màn xếp hạng R lớn nhất trong tháng 3, phim mở màn tháng 3 lớn thứ tư, phim X-Men mở màn lớn thứ năm và phim mở màn xếp hạng R lớn thứ năm nói chung (thứ chín về điều chỉnh lạm phát). Đây cũng là tuần mở màn xếp hạng R lớn nhất không diễn ra vào ngày lễ. Ngoài ra, Logan đạt doanh thu tuần mở màn cao thứ năm đối với bất kỳ phim nào của 20th Century Fox, xếp sau Deadpool (132,4 triệu USD), Star Wars: Episode III – Revenge of the Sith (108,4 triệu USD), X-Men: The Last Stand (102,7 triệu USD) và X-Men: Days of Future Past (90,8 triệu USD). Khoảng 8,2% tổng doanh thu bán vé là ở Canada, với các định dạng lớn cao cấp bao gồm 12,3 triệu USD (15%) từ 558 rạp chiếu và IMAX chiếm 10 triệu USD (12%) trong tổng doanh thu cuối tuần công chiếu của phim.
Khán giả cuối tuần khai mạc là 63% nam giới và 83% người từ 18 đến 44 tuổi. Trong một cuộc thăm dò vào cuối tuần khai mạc do Fandango thực hiện, 71% số người được hỏi nói rằng nhiều phim siêu anh hùng hơn nên được xếp loại R, trong khi 86% muốn xem một bộ phim X-Men dành cho người lớn, bạo lực hơn vào cuối tuần đó. Ngoài ra, 96% cho biết họ rất hào hứng khi được gặp Hugh Jackman, 94% thích thú khi thấy Patrick Stewart tiếp tục đảm nhận vai Giáo sư X và 76% muốn xem diễn viên mới Dafne Keen.
Trong tuần thứ hai công chiếu, phim giảm 56,9%, thu về 38,1 triệu đô la và đứng thứ hai tại phòng vé sau tác phẩm mới Kong: Skull Island (61 triệu đô la). Trong tuần thứ ba công chiếu, phim kiếm được 17,8 triệu USD, xếp thứ ba sau Beauty and the Beast (174,8 triệu USD) và Kong: Skull Island (27,8 triệu USD). Trong tuần thứ tư công chiếu, phim kiếm được 10,1 triệu USD, giảm 43,1% so với tuần trước và đứng thứ 5 tại phòng vé.

### Phê bình
Trên trang tổng hợp đánh giá Rotten Tomatoes, Logan có tỷ lệ tán thành là 94% dựa trên 427 bài đánh giá, với điểm trung bình là 8/10. Sự đồng thuận quan trọng của trang web cho biết: "Hugh Jackman đã tận dụng tối đa lần xuất hiện cuối cùng của anh ấy trong vai Wolverine với màn trình diễn gan góc, nhiều sắc thái trong một bộ phim hành động siêu anh hùng bạo lực nhưng đáng ngạc nhiên, bất chấp các quy ước về thể loại." Metacritic, một công cụ tổng hợp đánh giá khác, cho điểm trung bình có trọng số là 77 trên 100, dựa trên 51 nhà phê bình, cho thấy "các đánh giá nhìn chung là thuận lợi". Khán giả được thăm dò bởi CinemaScore cho điểm trung bình là "A−" trên thang điểm từ A+ đến F, trong khi PostTrak-khán giả được khảo sát đã cho bộ phim năm trên năm điểm hiếm hoi. Một số nhà phê bình đánh giá Logan là một trong những phim siêu anh hùng hay nhất.
Scott Collura của IGN cho Logan điểm 9,7/10, và gọi nó là "một bức tranh giàu cảm xúc, nặng nề nhưng cũng là một bức tranh nâng cao tinh thần nhắc nhở chúng ta rằng đấu tranh cho điều gì đó nhiều hơn, điều gì đó tốt hơn" là điều bình thường, và "có lẽ phim X-Men hay nhất từ trước đến nay." A. A. Dowd của The AV Club đã cho điểm 'A−' và nói rằng "[bộ phim] quản lý để cung cấp hàng hóa nội tạng, tất cả các hành động Wolverine khó tính mà người hâm mộ của nó có thể mong muốn, trong khi vẫn hoạt động như một bộ phim đáng ngạc nhiên, thậm chí sâu sắc chính kịch—một bộ phim tuyệt vời, không yêu cầu hạn định 'truyện tranh'". Chris Nashawaty của Entertainment Weeklyđã cho nó điểm 'B−' và gọi nó là "vừa là bộ phim bạo lực nhất trong sê-ri vừa là bộ phim tình cảm nhất. Khi nó không khiến bạn tắm trong máu, thì nó sẽ cố gắng khiến bạn rơi nước mắt." Sheri Linden của The Hollywood Reporter đã phản ứng tích cực, nói: "Kết hợp nhuần nhuyễn thần thoại Marvel với thần thoại phương Tây, [đạo diễn] James Mangold đã tạo ra một bộ phim độc lập bị lược bỏ một cách gây ảnh hưởng, một bộ phim lấy sức mạnh từ sự thay đổi sắc thái của Hugh Jackman như một anh hùng bất đắc dĩ, tất cả nhưng tiêu tan."

## Phần ngoại truyện bị hủy
Vào tháng 10 năm 2017, có thông tin cho rằng đạo diễn James Mangold đã bắt đầu viết phần tiếp theo của Logan, có tựa đề dự kiến là Laura, tập trung vào Laura và phần tiếp theo của câu chuyện của cô ấy, với Logan được thể hiện bằng cảnh quay lưu trữ của Jackman. Sau khi Disney hoàn tất việc mua Fox vào năm 2019, tất cả các phim X-Men đang trong quá trình phát triển đều bị đình trệ, khiến tương lai của Laura trở nên bấp bênh. Vào tháng 11 năm 2019, Mangold cho biết ông không nghĩ dự án sẽ được thực hiện và ông tin rằng hãng phim sẽ cố gắng tìm ra hướng đi trong tương lai với các nhân vật, đặc biệt là với Wolverine.